# Monte Johnstone
Il Monte Johnstone (in lingua inglese: Mount Johnstone) è una montagna antartica, alta 1.230 m, situata sul fianco orientale del Ghiacciaio Liv, 5 km a sudovest del Monte Blood, nei Monti della Regina Maud, in Antartide. 
La denominazione fu assegnata dall'Advisory Committee on Antarctic Names (US-ACAN) in onore di Raymond Johnstone, responsabile della logistica dell'United States Antarctic Research Program (USARP) presso la Stazione McMurdo durante l'inverno 1965.